# 李憭
李憭（1561年—1616年），字景颖，號幼泉，湖廣武昌府嘉魚縣人。明朝政治人物、進士出身。

## 生平
萬曆四年（1576年）丙子科舉人，十七年（1589年）己丑科進士，刑部觀政，六月授浙江衢州府推官，二十三年升南京吏部文选司主事，二十六年丁母憂。三十年補礼部主客司主事，三十二年改光禄寺丞，三十五年欽差河南、山東督催光禄寺錢粮，三十七年升光禄寺少卿，三十九年晉太僕寺少卿，四十三年升光禄寺卿，万历四十四年卒，賜祭葬，四十六年加赠户部左侍郎。

## 家族
曾祖李承箕，舉人，祀乡贤。祖父李濱，廪生。父李宝蒙，舉人。